# Ruy Lopez de Villalobos

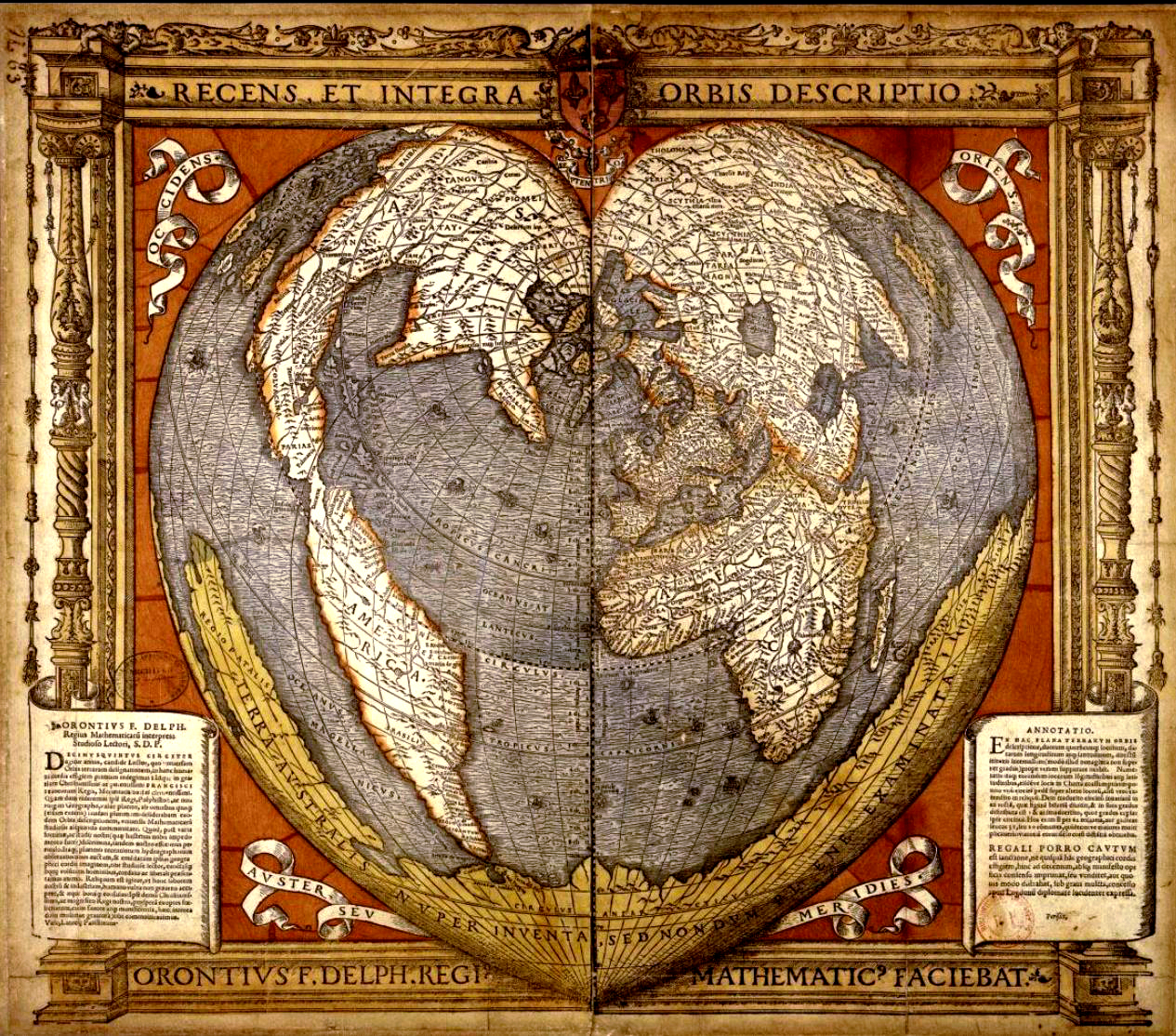
Mapa světa známa v době plavby Ruy Lopeze de Villalobose (1536)

Ruy Lopez de Villalobos (1500, Málaga, Španělsko – 4. dubna 1546, Ambon, Moluky, Indonésie) byl španělský mořeplavec a objevitel, který se snažil zřídit stálou oporu pro Španělsko na východě od Indie, za linií vymezenou mezi Španělskem a Portugalskem stanovenou smlouvou z Tordesillas v roce 1494.

## Cesta přes Tichý oceán
V roce 1542 byl vyslán do Mexika, aby znovu navázal spojení s Filipínami a dobyl je pro Španělsko. V listopadu 1542 jeho flotila šesti galeon, Santiago, Jorge, San Antonio, San Cristóbal, San Martín, a San Juan vyplula z Mexika směrem na západ do Tichomoří. Při plavbě objevil ostrovy Revilla-Gigedo, později proplul Marshallovými ostrovy, kde objevil atoly Wotje, Erikup, Maleolap, Kwajalein a další. Odtud plul ke Karolínám, které objevili v roce 1526 Portugalci. Po jejich obeplutí dorazil v únoru 1543 na ostrov Mindanao a poté k ostrovům Samar a Leyte. Toto souostroví, které Fernão de Magalhães nazval v roce 1521 Archipelago de San Lazaro pojmenoval novým názvem Las Islas Filipinas (Filipíny), na počest španělského prince Filipa II. Tady výpravu rozdělil, část jejíž vedením pověřil Ortize de Reteze poslal zpět do Mexika. Pro nepříznivé větry se tato část výpravy musela vrátit na Filipíny. On sám se ujal vedení druhé části výpravy, se kterou zde založil osadu, krátce na to zahnán nepřátelskými domorodci, hladem a ztroskotáním jedné z lodí byl nucen ostrovy opustit a odplul na Moluky, kde došlo k rozporům s Portugalci o hranici demarkační linie, která byla stanovena smlouvou z Tordesillas a proto byl i s ostatními členy posádky uvězněn. Ve vězeňské cele na ostrově Ambon 4. dubna 1546 zemřel na tropickou horečku.